# Salvatore Centorame
Salvatore Centorame (Pescara, 19 febbraio 1926 – ...) è stato un calciatore italiano, di ruolo attaccante.

## Caratteristiche tecniche
Giocava come ala sinistra.

## Carriera
Inizia la carriera nel Pescara, segnando una rete in 7 presenze in Divisione Nazionale nella stagione 1945-1946; rimane nella squadra abruzzese anche l'anno seguente, in Serie B, categoria in cui gioca 4 partite senza mai andare a segno. Viene riconfermato anche per la stagione 1947-1948 (nella quale segna 2 gol in 3 presenze) e per la stagione 1948-1949, in cui gioca 4 partite senza mai andare a segno. Dopo altre due stagioni passate al Pescara, questa volta in Serie C, passa alla Nocerina. Con la squadra molossa nella stagione 1951-1952 ottiene una promozione in IV Serie, categoria in cui gioca per altre due stagioni; chiude la carriera da calciatore con un anno al Sora, ancora in IV Serie, nella stagione 1954-1955.

## Palmarès

### Club

#### Competizioni nazionali
- Serie C: 1

Pescara: 1940-1941

#### Competizioni regionali
- Torneo misto abruzzese: 1

Pescara: 1944-1945